# Партусово
Партусово — посёлок в Улейминском сельском поселении Угличского района Ярославской области России.

## История
В 1968 г. указом президиума ВС РСФСР поселок при Улейминском льнозаводе переименован в Партусово.

## Население
| 2007 | 2010 |
| ---- | ---- |
| 27   | →27  |